# مینیانگو
مینیانگو (به ایتالیایی: Mignanego) یک کومونه در ایتالیا است که در استان جنوا واقع شده‌است.

## خصوصیات
مینیانگو ۱۸٫۴ کیلومترمربع مساحت و ۳٬۷۲۷ نفر جمعیت دارد و ۱۵۰ متر بالاتر از سطح دریا واقع شده‌است.